# NGC 1462
NGC 1462 este o galaxie spirală situată în constelația Taurul. A fost descoperită în 13 septembrie 1864 de către Albert Marth.